# Monumento a Alfonso Iglesias

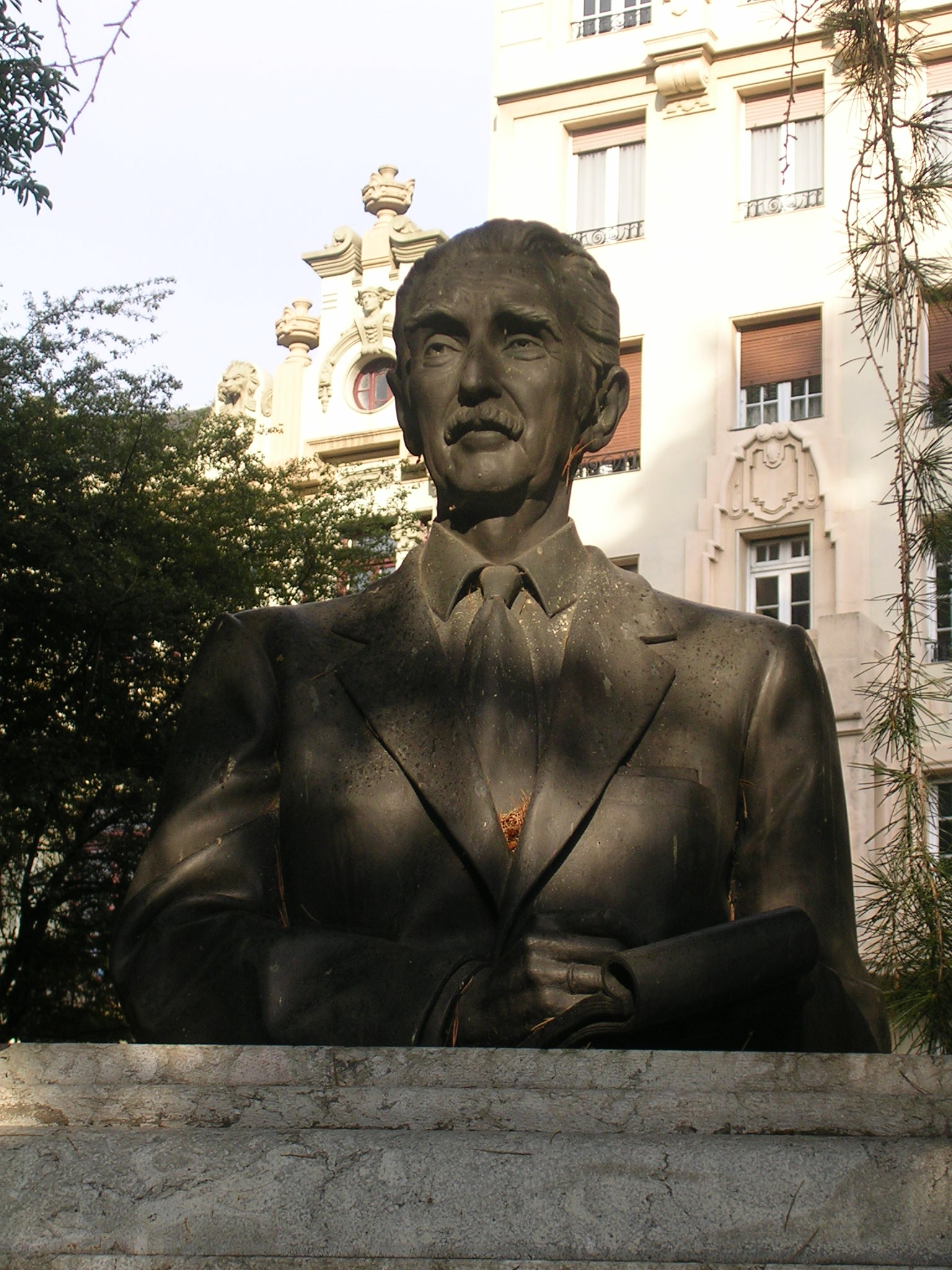
Busto en el Campo de San Francisco, Oviedo.

El monumento a Alfonso Iglesias, ubicado en los jardines de Nuestra Señora de Covadonga (Campo de San Francisco), en la ciudad de Oviedo, Principado de Asturias, es una de las más de un centenar de esculturas urbanas que adornan las calles de la mencionada ciudad española.
El paisaje urbano de esta ciudad se ve adornado por obras escultóricas, generalmente monumentos conmemorativos dedicados a personajes de especial relevancia en un primer momento, y más puramente artísticas desde finales del siglo XX.
La escultura, hecha en bronce, es obra de Felix Alonso Arena, y está datada en 1986. Se trata de una escultura homenaje al dibujante Alfonso Iglesias López de Vívigo, representado en pose de tomar apuntes en un cuaderno. La figura, que es un busto, reposa sobre un predestal de piedra en el que están esculpidos sus personajes: Pinón, Telva y Pinín.
A la inauguración de la obra, que tuvo lugar el 21 de septiembre de 1986 asintió el artista homenajeado.